# Mallinella hainan
Mallinella hainan är en spindelart som beskrevs av Song och Kim 1997. Mallinella hainan ingår i släktet Mallinella och familjen Zodariidae. Inga underarter finns listade i Catalogue of Life.